# Спинифекс

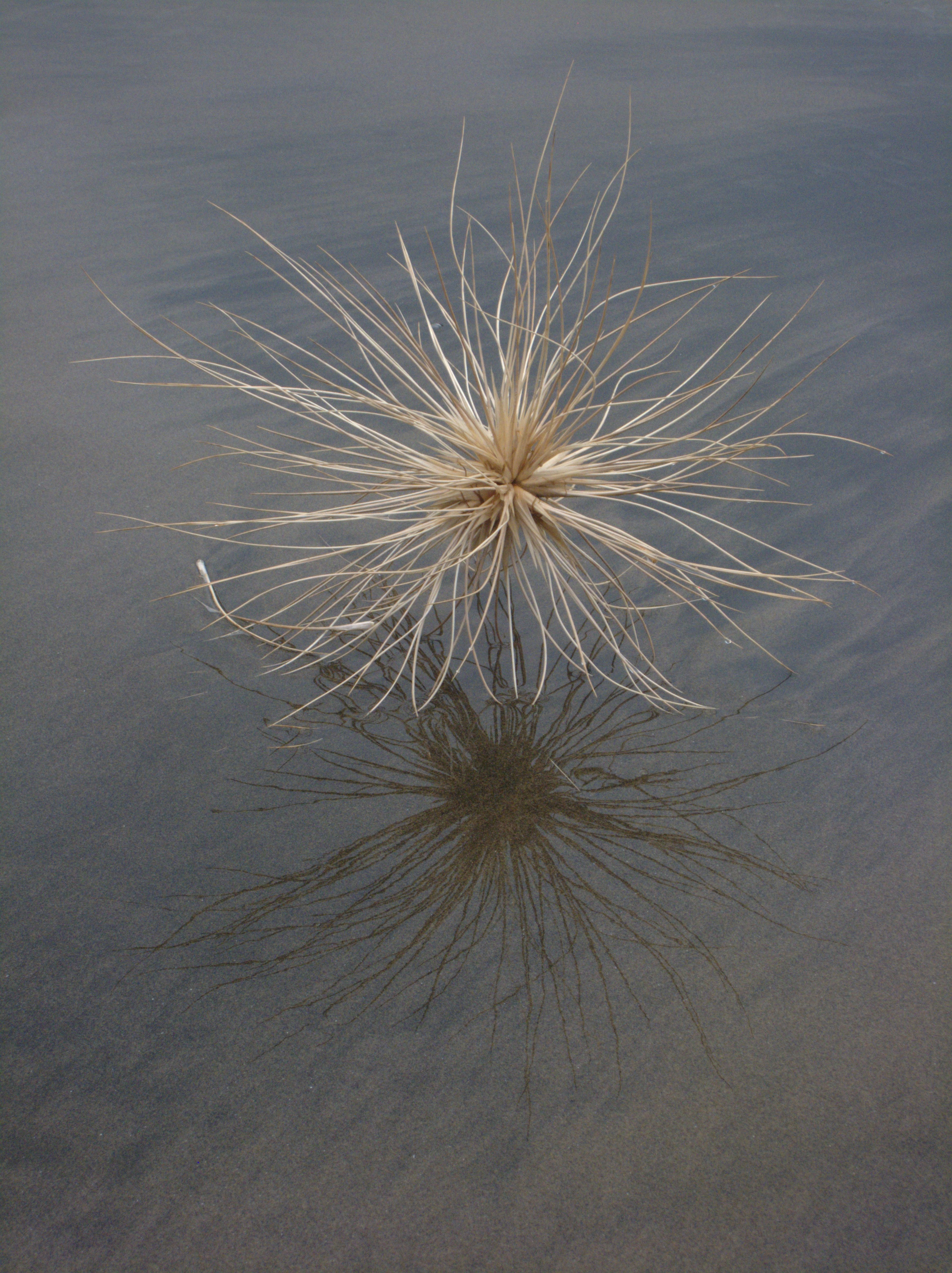
Соцветие на пляже вблизи Окленда

Спинифекс (лат. Spinifex) — род прибрежных многолетних травянистых растений семейства мятликовых, один из самых распространённых представителей флоры песчаных дюн. Часто под названием спинифекс также встречаются представители близкого рода Triodia. Спинифекс произрастает в Африке, Азии, Австралии, Новой Каледонии, а также на территории Новой Зеландии и Японии. Является одним из важнейших закрепителей песков. После созревания соцветия спинифекса отрываются от корня и под действием ветров активно перемещаются, распространяя семена. При падении в воду соцветия плавают в ней, сохраняя свою форму и высокую парусность, а после попадания на берег рассыпаются. В настоящее время у водного и спиртового экстракта вида Spinifex littoreus показана антимикробная и антивоспалительная активность.
В Австралии проживает племя аборигенов Пила Нгуру, альтернативное название которого — племя спинифекс. В геологии по форме спинифекса названа игольчатая структура, которая образуется в коматиитах при их закалке.

## Виды
Род включает 5 видов:
- Spinifex ×alterniflorus Nees — природный гибрид[9] видов Spinifex hirsutus и Spinifex longifolius
- Spinifex hirsutus Labill. — Спинифекс жестковолосый
- Spinifex littoreus (Burm.f.) Merr. typus — единственный вид рода Spinifex, не встречающийся на территории Австралии[9]
- Spinifex longifolius R.Br. — Спинефекс прибрежный
- Spinifex sericeus R.Br.